# Shizofrenija
Shizofrenija je duševna motnja, za katero sta značilna razpad miselnih procesov in šibka čustvena odzivnost. Pogosti simptomi so med drugim neurejenost misli in blodnje (na primer preganjalne oziroma paranoidne), prisluhi, otopela čustva in pomanjkanje motivacije. Shizofrenija povzroča velike družbene in zaposlitvene težave. Simptomi se navadno pojavijo v zgodnji odrasli dobi, s splošno pojavnostjo 0,3−0,7 %. Diagnoza temelji na opaženem vedenju in pripovedi osebe.
Dejavniki, ki prispevajo k nastanku shizofrenije, so dedni vzroki, zgodnje okolje ter psihološki in socialni procesi. Nekatere snovi (zdravila, droge) povzročajo simptome ali jih poslabšajo. Zaradi številnih možnih kombinacij simptomov so razpravljali, ali gre pri diagnozi za eno samo motnjo ali pa za spekter sindromov. Kljub izvoru naziva iz grških korenov »skhizein«, razdeliti in »phrēn«, razum pri shizofreniji ne gre za »razcepljeno« ali »multiplo osebnost«, kot javnost motnjo pogosto napačno razume. Nasprotno, izraz pomeni »razcep mentalnih funkcij«, ki ga znaki motnje kažejo.
Temelj zdravljenja shizofrenije so antipsihotična zdravila, ki predvsem zmanjšujejo dejavnost dopaminskih receptorjev. Pomembno dopolnilo zdravljenja sta tudi psihoterapija ter poklicna in socialna rehabilitacija. V hujših primerih − ko gre za ogrožanje sebe in drugih − je lahko nujna neprostovoljna hospitalizacija, vendar je bolnišnično zdravljenje zdaj krajše in manj pogosto, kot je bilo nekdaj.
Motnja v prvi vrsti vpliva na sposobnost mišljenja, vendar običajno prispeva tudi h kroničnim vedenjskim in čustvenim težavam. Osebe s shizofrenijo imajo pogosto motnje, kot so depresija in anksiozne motnje. Življenjska pojavnost za motnje zaradi zlorabe drog je skoraj 50 %. Socialne težave, kot so dolgotrajna brezposelnost, revščina in brezdomstvo, so pogoste. Povprečna pričakovana življenjska doba je pri osebah s to duševno motnjo od 12 do 15 let krajša kot pri osebah brez nje. To je posledica povečanih zdravstvenih težav in zvišane verjetnosti za samomor (okoli 5 %).

## Simptomi
Osebe s shizofrenijo lahko doživljajo halucinacije (največ poročajo o prisluhih), imajo blodnje (pogosto so bizarne ali  preganjalne narave) in motnje govora. Slednje se lahko kažejo kot popolna izguba zmožnosti pogovora, kot tvorba ohlapno povezanih stavkov in v hudih primerih kot shizofazija (»besedna solata«). Umik iz družbe, zapuščenost v oblačenju in osebni higieni ter izguba motivacije in razsodnosti so ravno tako pogosti znaki shizofrenije. Pogosto je opaziti vzorec čustvenih težav, na primer pomanjkanje odzivnosti. Okrnjena družbena kognitivnost in znaki paranoidnosti sta spremljajoča pojava shizofrenije; običajno pride do socialne izolacije. Prav tako pogosto pride do težav v delovnem in dolgoročnem spominu, v izvršilnih funkcijah in v hitrosti obdelave podatkov. V enem od neobičajnih tipov motnje lahko oseba kaže znake katatonije: je nema, ostaja negibna v nenavadnih položajih ali pa je brez razloga vznemirjena. Približno 30 do 50 % oseb s shizofrenijo se motnje ne zaveda − svojega stanja ali zdravljenja zanj ne sprejemajo. Zdravljenje lahko do neke mere vpliva na to, ali se oseba stanja zave. Osebe s shizofrenijo pogosto težko dojemajo čustva, kot jih izraža človeški obraz.

### Pozitivni in negativni simptomi
Shizofrenija se pogosto opisuje na osnovi pozitivnih in negativnih (ali deficitarnih) simptomov. Med pozitivne simptome štejemo znake, ki jih osebe brez motnje običajno ne kažejo, so pa prisotni pri osebah s shizofrenijo. Mednje spadajo blodnje, neurejene misli in govor, halucinacije tipa, sluha, pa tudi voha in okusa, ki se običajno obravnavajo kot manifestacije psihoze. Halucinacije so tipično povezane z vsebino blodnje. Pozitivni simptomi se običajno dobro odzivajo na zdravila.
Negativni simptomi so primanjkljaji normalnih čustvenih odzivov ali drugih miselnih procesov; na zdravila se slabše odzivajo. Pogosti negativni simptomi so ravnodušni izrazi ali zadušeno čustvovanje, revnost govora, nezmožnost doživljanja veselja, pomanjkanje želje po stiku z ljudmi in pomanjkanje motivacije. Negativni simptomi bolj kot pozitivni slabšajo kakovost življenja, funkcionalno sposobnost in povečujejo obremenjenost bližnjih. Osebe z bolj izraženimi negativnimi simptomi so bile pred pojavom motnje pogosto slabo prilagodljive in njihov odziv na zdravila je pogosto omejen.

### Pojav motnje
Pozna adolescenca in zgodnja odraslost sta najpogostejši obdobji, ko se shizofrenija pojavi, saj gre za kritična leta v socialnem in poklicnem razvoju ravnokar odraslega človeka. Pri 40 % moških in 23 % žensk z diagnozo shizofrenije se motnja pojavi pred starostjo 19 let. Da bi se zmanjšale s shizofrenijo povezane razvojne motnje, so se zadnje čase številne raziskave ukvarjale z odkrivanjem in zdravljenjem motnje v njeni prodromalni fazi, t. j. pred njenim nastopom. Motnjo so uspeli napovedati tudi do 30 mesecev pred pojavom simptomov. Pri osebah, pri katerih pride do razvoja shizofrenije, se lahko v prodromalni fazi pojavijo prehodni ali samoomejujoči psihotični in nespecifični simptomi, kot so umikanje iz družbe, razdražljivost, disforija in nerodnost.

## Vzroki
Pri razvoju shizofrenije so pomembni genetski in okoljski dejavniki. Osebe z družinsko anamnezo shizofrenije, ki imajo prehodno psihozo, imajo 20−40 % možnosti, da se jim motnjo diagnosticira eno leto kasneje.

### Genetski vplivi
Ocene dednosti se med seboj razlikujejo, ker je težko ločiti učinke genetike in okolja; navaja se povprečje 0,80. Največje tveganje za razvoj shizofrenije predstavlja sorodstvo z osebo s shizofrenijo v prvem kolenu (tveganje je 6,5 %), več kot 40 % enojajčnih dvojčkov z bratom ali sestro, ki ima shizofrenijo, je prizadetih. Če je prizadet eden od staršev, je tveganje približno 13 %, če sta prizadeta oba, je tveganje skoraj 50 %.
Verjetno so vpleteni številni geni, vsak od njih vpliva le malo in njihova pot prenosa in način izražanja sta neznana. Predlagali so številne kandidatne gene, določene variacije v številu kopij, gen NOTCH4 in lokacije histonskih beljakovin. Z motnjo povezujejo tudi številne asociacije na nivoju genoma, kot je cinkov prst 804A. Zdi se, da se genetski vzroki za shizofrenijo in bipolarno motnjo prekrivajo. Vse jasneje postaja, da genetska arhitektura shizofrenije vključuje tako pogoste kot tudi neobičajne variacije.
Ob predpostavki dednosti se evolucijska psihologija sprašuje, kako je prišlo do razvoja genov, ki povečujejo verjetnost za psihozo, saj je motnja z evolucijskega vidika maladaptivna. Ena od idej je, da so geni vpleteni v razvoj jezika in človeške narave; za zdaj pa gre pri tej in pri podobnih idejah le za hipoteze.

### Vplivi okolja
Okoljski dejavniki, ki se povezujejo z razvojem shizofrenije, so med drugim bivalno okolje, uporaba drog in predporodni stresni dejavniki. Zdi se, da slog starševstva ni zelo vpliven, čeprav gre osebam, ki so jih starši podpirali, bolje kot tistim, katerih starši so bili kritični ali sovražni. Življenje v urbanem okolju, tako med otroštvom kot v odrasli dobi, podvaja tveganje za shizofrenijo, četudi se upošteva uporabo drog, etnično skupino in velikost družbene plasti. Med pomembne dejavnike spadata tudi družbena osamitev in priseljevanje v zvezi s socialno stisko, rasno diskriminacijo, družinsko disfunkcijo, brezposelnostjo in slabimi stanovanjskimi razmerami.

#### Uporaba drog
Približno polovica obolelih za shizofrenijo uživa droge ali pretirava s pitjem alkohola. Amfetamin, kokain in v manjši meri alkohol lahko povzročijo psihoze, ki kažejo shizofreniji zelo podobno sliko. Čeprav na splošno nikotina ne prištevajo med vzroke motnje, ga osebe s shizofrenijo uživajo (kadijo) v veliko večji meri kot splošna populacija.
Zloraba alkohola lahko občasno povzroči razvoj kronične psihotične motnje zaradi ponavljajoče se odtegnitve snovi. Uživanje alkohola z zgodnejšim pojavom psihoze ni povezano.
Pomemben delež oseb s shizofrenijo uživa marihuano za blaženje simptomov motnje. Marihuana lahko prispeva k shizofreniji, sama po sebi pa je ne more povzročiti; raba marihuane ni ne nujen, ne zadosten razlog za razvoj nobene od oblik psihoze. Zgodnja izpostavljenost kanabisu možganov, ki se še razvijajo, povečuje tveganje za shizofrenijo, pri čemer pa je težko kvantificirati, kolikšno je povečanje tveganja. Le majhen delež oseb, ki zgodaj začenjajo z uživanjem marihuane za zabavo, razvije v odraslem obdobju shizoafektivno motnjo. Prisotnost določenih genov ali že obstoječe psihopatološko stanje pri prizadeti osebi lahko povečata tveganje. Višji odmerki in večja pogostost uporabe so kazalniki za povečano tveganje kroničnih psihoz. Tetrahidrokanabinol (THC) in kanabidiol (CBD) imata nasprotujoče si učinke; CBD je antipsihotik z zaščitnimi lastnostmi za živce in preprečuje negativne učinke THC-ja.
Druga mamila lahko osebe s shizofrenijo uporabljajo kot sredstvo za spopadanje z depresijo, tesnobo, dolgočasjem in osamljenostjo.

#### Razvojni dejavniki
Dejavniki, kot so hipoksija in okužbe, stres in nedohranjenost matere med nosečnostjo, lahko povzročijo rahlo povečanje tveganja za shizofrenijo kasneje v življenju. Za osebe z diagnozo shizofrenije je bolj verjetno, da so se rodili pozimi ali spomladi (vsaj na severni polobli), kar je lahko posledica povečane izpostavljenosti virusom in utero. Povečanje tveganja znaša okoli 5 do 8 %.

## Mehanizmi
Mnogokrat so že poskušali pojasniti povezavo med spremembami v delovanju možganov in shizofrenijo. Najpogostejša je dopaminska hipoteza, po kateri je vzrok za psihozo v možganih, ki napačno sprožanje dopaminergičnih nevronov interpretirajo napačno.

### Psihološki mehanizmi
Razvoj in obstoj shizofrenije so povezali z mnogimi psihološkimi mehanizmi. Pri osebah z diagnozo in pri osebah s povečano verjetnostjo za motnjo so ugotovili kognitivni zamik, posebno kadar so bili pod stresom in v negotovih položajih. Nekatere kognitivne funkcije morda odražajo globalne nevrokognitivne primanjkljaje, kot je izguba spomina, spet druge pa so morda povezane s konkretnimi težavami in izkušnjami.
Nedavne ugotovitve kažejo, da se številni posamezniki z diagnozo shizofrenije kljub otopelemu videzu čustveno odzivajo, še posebno na stresne ali negativne dražljaje; te vrste občutljivost lahko povzroči ranljivost osebe za simptome ali motnjo. Nekateri podatki kažejo, da lahko vsebina prividov in psihotičnih izkušenj odraža čustvene vzroke za motnje in da njihovo doživljanje lahko vpliva na simptomatiko. Uporaba varnega vedenja, s katerim naj bi se izognili navideznim grožnjam, lahko prispeva h kroničnemu značaju zablod. Še en dokaz več za vlogo psiholoških mehanizmov so učinki psihoterapije na simptome shizofrenije.

### Nevrološki mehanizmi
Shizofrenijo povezujejo s komaj opaznimi razlikami v strukturi možganov, ki so prisotne v 40 do 50 % primerov, in v kemiji možganov med akutnimi psihotičnimi stanji. Študije na osnovi nevropsiholoških testov in slikovnih preiskav možganov kot sta fMRI in PET, s katerimi so raziskovali funkcionalne razlike v delovanje možganov, so pokazale, da se razlike najpogosteje nahajajo čelnih režnjih, hipokampusu in v senčnih režnjih.  Poročali so o zmanjšanju prostornine možganov, ki je manjše od zmanjšanja pri Alzheimerjevi bolezni, in sicer na območju frontalne skorje in senčnih režnjev. Vprašljivo je, ali so spremembe prostornine napredovale ali gre za stanje, ki je bilo prisotno že pred pojavom motnje.  Te razlike so povezane z nevrokognitivnim primanjkljajem, ki se pogosto povezuje s shizofrenijo.  Glede na to, da gre za spremembe v omrežju nevronov, obstaja alternativna hipoteza, po kateri je shizofrenijo treba razumeti kot zbirko motenj, nastalih med razvojem organa.
Posebna pozornost je bila namenjena delovanju dopamina v mezolimbični poti možganov. Ta usmeritev je v veliki meri posledica naključnega odkritja, da lahko fenotiazinska zdravila, ki zavirajo delovanje dopamina, zmanjšajo psihotične simptome. Hipotezo potrjuje tudi dejstvo, da lahko amfetamini, ki sprožajo sproščanje dopamina, poslabšajo psihotične simptome pri shizofreniji. Vplivna dopaminska hipoteza shizofrenije razlaga, da je lahko pretirana aktivacija receptorjev D2 vzrok za pozitivne simptome shizofrenije. Čeprav se je zaradi za vse antipsihotike značilne blokade D2 tako domnevalo okrog 20 let, sta šele sredi leta 1990 slikanji PET in SPET hipotezo podprli z dokazi. O dopaminski hipotezi danes menijo, da je preveč enostavna, deloma zato, ker so novejša antipsihotična zdravila (atipični antipsihotiki) lahko enako učinkovita kot starejša zdravila (klasični antipsihotiki), poleg tega pa tudi vplivajo na serotoninsko delovanje in imajo lahko nekoliko manj zaviralnega učinka za dopamin.
Preiskujejo nevrotransmiter glutamat in zmanjšano funkcijo glutamatnega receptorja NMDA pri shizofreniji, predvsem zaradi nenormalno nizke ravni glutamatnih receptorjev v posmrtni analizi možganov oseb z diagnozo shizofrenije, in odkritja, da zdravila, ki blokirajo glutamat, kot sta fenciklidin in ketamin,  posnemajo z motnjo povezane simptome in kognitivne težave. Zmanjšana funkcija glutamata je povezana z nizko uspešnostjo pri testih, ki zahtevajo delovanje čelnega režnja in hipokampusa. Glutamat lahko vpliva na delovanje dopamina in oba sta vpletena v shizofrenijo. Glutamatne poti morda igrajo pomembno posredniško (in morda vzročno) vlogo pri motnji. Pozitivni simptomi se ne odzivajo na glutamatna zdravila.

## Diagnoza
Shizofrenija se diagnosticira na podlagi meril, bodisi na osnovi 5. izdaje »Diagnostičnega in statističnega priročnika duševnih motenj« (DSM-V), ki ga izdaja Ameriško psihiatrično združenje, bodisi na osnovi 10. izdaje Mednarodne klasifikacije bolezni in sorodnih zdravstvenih problemov (MKB-10) Svetovne zdravstvene organizacije. Ta merila uporabljajo v pogovoru s prizadeto osebo omenjene izkušnje in doživetja ter poročila o nepravilnostih v vedenju, ki jim sledi klinična ocena strokovnjaka za duševno zdravje. S shizofrenijo povezani simptomi se v populaciji pojavljajo vzdolž kontinuuma, tako da morajo doseči določeno raven, preden se diagnoza postavi. Leta 2013 za motnjo še ni objektivnega merila.

### Merila
Leta 2013 je Ameriško psihiatrično združenje izdalo 5. izdajo DSM. Da se lahko postavi diagnoza shizofrenije, morata biti dva diagnostična kriterija prisotna večino časa v obdobju enega meseca; z občutnim vplivom na socialno ali poklicno delovanje pa v času najmanj šest mesecev. Oseba mora imeti blodnje, halucinacije ali neurejen govor. Drugi simptomi so lahko negativni znaki ali hudo neorganizirano ali katatonično vedenje. Opredelitev shizofrenije je ostala enaka kot v različici DSM iz leta 2000 (DSM-IV-TR), vendar so v DSM-5 številne spremembe.
- Podvrstne razvrstitve kot sta katatonična in paranoidna shizofrenija so odstranili. V prejšnjih različicah so jih puščali predvsem zaradi tradicije, vendar, kot se je pozneje izkazalo, brez kakšne velike koristi.[68]
- Katatonija ni več tako močno povezana s shizofrenijo.[69]
- Da se omogoči jasnejša in celovita karakterizacija, pri opisovanju shizofrenije priporočajo bolje razlikovati med trenutnim stanjem in napredovanjem v preteklosti.[68]
- Posebna obravnava prvovrstnih simptomov po Schneiderju se ne priporoča več.[68]
- Shizoafektivna motnja je bolje opredeljena, tako da jo je od shizofrenije mogoče jasneje razlikovati.[68]
- Kot pripomoček pri kliničnem odločanju se priporoča ocena, ki zajema osem območij psihopatologije –  kot recimo ali oseba doživlja halucinacije ali manična razpoloženja.[70]

Kriteriji MKB-10 se običajno uporabljajo v evropskih državah. Merila DSM uporabljajo v ZDA, v različnem obsegu po svetu, in v prevladujočem obsegu v raziskavah. Merila MKB-10 bolj poudarjajo prvovrstne simptome po Schneiderju. V praksi sta oba sistema v veliki meri skladna.
Če so znaki motenj prisotni že več kot mesec dni, vendar pa manj kot šest mesecev, se uporablja diagnoza shizofrene motnje. Psihotični simptomi, ki trajajo manj kot mesec dni, se lahko diagnosticirajo kot kratka psihotična motnja, različne motnje pa se lahko opredeljuje kot »siceršnja psihotična motnja«. Diagnozo »shizoafektivna motnja« se uporablja, kadar so poleg psihotičnih simptomov jasno prisotne tudi motnje razpoloženja. Če so psihotični simptomi neposredna fiziološka posledica splošnega zdravstvenega stanja ali snovi, potem je diagnoza ene od psihoz sekundarna temu stanju. Shizofrenije se ne diagnosticira, če so prisotni simptomi globoke razvojne motnje, razen v primeru, da oseba tudi doživlja jasne blodnje in halucinacije.

### Podtipi
Delovna skupina DSM-5 je predlagala, da se pet podrazvrstitev shizofrenije, vključenih v DSM-IV-TR, opusti:
- paranoidna vrsta: prisotne so blodnje in slušne halucinacije, motnje mišljenja, neorganizirano vedenje ali čustvena otopelost pa ne. Blodnje so preganjalne in/ali grandiozne narave, poleg tega so lahko prisotne druge teme, kot so ljubosumje, religioznost ali somatizacija (šifra DSM: 295.3; MKB-10: F20.0).
- neorganizirana vrsta: MKB-10 jo imenuje »hebefrenijska shizofrenija«. Hkrati so prisotne motnje mišljenja in čustvena otopelost (šifra DSM: 295.1; MKB-10: F20.1).
- katatonična vrsta: oseba je lahko da skoraj nepremična ali pa kaže razburjeno, nesmotrno razgibanost. Simptomi so lahko tudi katatoničen stupor in voščena upogljivost (šifra DSM: 295.2; MKB-10: F20.2).
- nediferencirani tip: psihotični simptomi so prisotni, vendar niso bila izpolnjena merila za paranoidno, neorganizirano ali katatonično vrsto (šifra DSM: 295.9; MKB-10: F20.3).
- Preostali tip: če so pozitivni simptomi prisotni, vendar po intenzivnosti samo nizkem nivoju (šifra DSM: 295.6; MKB-10: F20.5).

MKB-10 določa dve dodatni podvrsti:
- Postshizofrena depresija: depresivna epizoda med okrevanjem po shizofrenski motnji, ko so nekateri simptomi shizofrenije lahko še vedno prisotni na nizki ravni (MKB-10: F20.4).
- Enostavna shizofrenija: zahrbten in postopen razvoj izrazitih negativnih simptomov brez zgodovine psihotičnih epizod (MKB-10: F20.6).

### Diferencialna diagnoza
Psihotični simptomi so lahko prisotni v številnih drugih duševnih motnjah, med drugim pri bipolarni motnji, mejni osebnostni motnji, pri zastrupitvi z drogami in pri psihozah zaradi užitih drog. Blodnje (nebizarne) so prisotne tudi v trajni blodnjavi motnji, umikanje iz družbe pri socialni anksiozni, izogibajoči osebnostni in shizotipski osebnostni motnji. Simptomi shizotipske osebnostne motnje so podobni tistim pri shizofreniji, vendar manj hudi. Shizofrenija se pojavlja skupaj z obsesivno-kompulzivno motnjo (OKM) precej pogosteje kot je mogoče po naključju, je pa včasih težko razlikovati obsesije, ki se pojavljajo pri obsesivno-kompulzivni motnji, od blodenj pri shizofreniji. Majhno število oseb, ki opustijo benzodiazepine, doživi hud odtegnitveni sindrom, ki lahko traja dlje časa. Spominja lahko na shizofrenijo, zato obstaja nevarnost napačne diagnoze.
Splošni zdravniški in nevrološki pregled sta potrebna, da se izključijo bolezni, ki se lahko kažejo s psihotičnimi, shizofreniji podobnimi simptomi, kot so presnovna motnja, sistemska okužba, sifilis, okužba s HIV, epilepsija in poškodbe možganov. Možganska kap, multipla skleroza, hipertiroidizem, hipotiroidizem, Huntingtonova bolezen in demence, kot so Alzheimerjeva bolezen, frontotemporalna demenca ter demenca z Lewyjevimi telesci, se lahko kažejo s shizofreniji podobnimi psihotičnimi simptomi. Treba je izključiti delirij, ki kaže na telesno bolezen in ki se lahko ugotovi in določi na osnovi vidnih halucinacij, akutnega pojava in nihanja v ravni zavesti. Preiskave se ob recidivu motnje običajno ne ponavlja, razen če obstaja poseben indic ali možnost, da gre za škodljive učinke antipsihotičnih zdravil. Pri otrocih je treba halucinacije razlikovati od običajnih otroških fantazij.

## Preventiva
Preprečevanje shizofrenije je težko, saj ni zanesljivih znakov za kasnejši razvoj motnje. Dokazi o učinkovitosti zgodnjih posegov pri preprečevanju shizofrenije so nejasni. Obstajajo sicer dokazi, da lahko zgodnje posredovanje pri osebah s psihotično epizodo izboljša kratkoročne rezultate, po petih letih pa je od teh ukrepov le malo koristi. Koristi poskusov shizofrenijo preprečiti v prodromalni fazi so negotove, zato se od leta 2009 dalje ne priporočajo več. Kognitivno-vedenjska terapija lahko pri osebah z velikim tveganjem po enem letu zmanjša tveganje za psihozo. Še en zaščitni ukrep je izogibati se snovem, kot so marihuana, kokain in amfetamin, ki so jih povezali z razvojem motnje.

## Obvladovanje
Prvo zdravljenje shizofrenije so antipsihotična zdravila, pogosto v kombinaciji s psihološko in socialno podporo. Do hospitalizacije lahko pride pri hudih epizodah, bodisi prostovoljno, bodisi (če zakonodaja za duševno zdravje to dovoljuje) neprostovoljno. Dolgotrajna hospitalizacija od 50. let 20. stoletja ni več običajna, čeprav lahko do nje še vedno pride. Podporne storitve družbe so pogosto dnevni centri, obiski članov ekipe za duševno zdravje, podpora pri zaposlovanju in podporne skupine. Nekateri dokazi kažejo, da redna telesna vadba pozitivno vpliva na telesno in duševno zdravje oseb s shizofrenijo.

### Zdravila
Zdravila izbora za zdravljenje shizofrenije so antipsihotiki, ki lahko pozitivne simptome psihoze zmanjšajo po približno 7─14 dni po začetku zdravljenja. Antipsihotiki ne morejo bistveno omiliti negativnih simptomov in kognitivne disfunkcije. Pri osebah, ki jemljejo antipsihotike, neprekinjena uporaba zmanjšuje tveganje za ponovitev motnje (recidiv). O koristih stalnega jemanja dlje kot dve ali tri leta je malo dokazov.
Izbira določenega antipsihotika je odvisna od koristi, tveganj in stroškov. Še vedno obstajajo debate, ali so kot razred boljši tipični ali atipični antipsihotiki. Pri obeh skupinah sta ravni opuščanja in ponovitve simptomov enaki pri uporabi nizkih do zmernih odmerkov. Na zdravljenje se dobro odziva 40−50 % in delno 30−40 % oseb z motnjo. Na zdravljenje je odpornih (ko simptomi po šestih tednih na dva ali tri različne antipsihotike ne reagirajo ustrezno) 20 % oseb z motnjo. Klozapin je učinkovito zdravilo za osebe, ki se slabo odzivajo na druge učinkovine (»na zdravljenje odporna« ali »neodzivna« shizofrenija), vendar ima lahko hude stranske učinke v obliki agranulocitoze (nizko število levkocitov) pri manj kot 4 % ljudi.
Kar se stranskih učinkov tiče, so tipični antipsihotiki povezani z višjo stopnjo ekstrapiramidnih neželenih učinkov,  atipični antipsihotiki pa so v zvezi z znatnim povečanjem telesne mase, sladkorno boleznijo in tveganjem za metabolni sindrom. Atipični antipsihotiki imajo manj ekstrapiramidnih neželenih učinkov, vendar so te razlike skromne. Še vedno ni jasno, ali novejši antipsihotiki zmanjšajo možnosti za razvoj nevroleptičnega malignega sindroma, ki je redka, vendar huda nevrološka motnja.
Pri osebah, ki nočejo ali ne morejo redno jemati zdravil, je mogoče motnjo nadzorovati s pomočjo dolgo delujočih depojskih injekcij antipsihotika. Tveganje ponovitve zmanjšujejo v večji meri kot peroralna zdravila. V kombinaciji s psihosocialnimi ukrepi lahko izboljša dolgoročno zavezanost zdravljenju. Ameriško psihiatrično združenje predlaga, da se osebam, ki so več kot eno leto brez simptomov, ukine zdravljenje z antipsihotiki.

### Psihosocialni ukrepi
Številni psihosocialni ukrepi lahko pomagajo pri zdravljenju shizofrenije, tako družinska terapija, zdravljenje samozavesti v skupnosti, podporno zaposlovanje, kognitivna sanacija, razvoj spretnosti in psihosocialni ukrepi glede uživanja drog in skrbi za telesno težo. Družinska terapija ali izobraževanje, ki vključuje celotno družinsko okolje posameznika, lahko zmanjša recidive in skrajša trajanje hospitalizacije. Dokazi o učinkovitosti kognitivno-vedenjske terapije na zmanjšanje simptomov ali preprečevanje ponovitev so minimalni. Zdravljenje s pomočjo umetnosti ali drame ni dobro raziskano.

## Prognoza
Shizofrenija ima velike človeške in ekonomske stroške. Zaradi nje se pričakovana življenjska doba skrajša za 10 do 25 let. To je predvsem zaradi povezanosti z debelostjo, slabo prehrano, sedečim načinom življenja in kajenjem, povečana verjetnost za samomor ima manjšo vlogo. Antipsihotična zdravila lahko povečajo tveganje. Te razlike v pričakovani življenjski dobi so se od 1970 do 1990 povečale.
Shizofrenija je eden glavnih vzrokov za invalidnost, aktivna psihoza je na tretjem mestu za tetraplegijo in demenco, pred paraplegijo in slepoto. Približno tri četrtine ljudi s shizofrenijo je trajnih invalidov z recidivi. Ocenjujejo, da je po svetu zaradi te motnje 16,7 milijonov ljudi zmernih ali hudih invalidov. Nekateri med njimi popolnoma okrevajo, drugi dobro delujejo v družbi. Večina oseb s shizofrenijo živi neodvisno, ob podpori skupnosti. Pri osebah s prvo epizodo psihoze je dober dolgoročni rezultat pričakovati pri 42 %, vmesni rezultat pri 35 % in slab izid pri 27 %. Rezultati zdravljenja so boljši v deželah v razvoju kot v razvitem svetu. Ti zaključki so zaenkrat vprašljivi.
S shizofrenijo je povezana nadpovprečna stopnja samomorilnosti. Navaja se 10 %, vendar je novejša analiza oceno spremenila na 4,9 %; najpogosteje pride do tega v obdobju po nastopu motnje ali po prvem sprejemu v bolnišnico. Veliko več (20 do 40 %) poskuša samomor vsaj enkrat. Obstajajo različni dejavniki tveganja, med drugim moški spol, depresija in visok inteligenčni količnik.
Shizofrenija in kajenje kažeta močno asociacijo po vsem svetu. Kajenje je zlasti visoko pri osebah z diagnozo shizofrenije, po ocenah je med njimi 80 % do 90 % rednih kadilcev, v splošni populaciji pa 20 %. Tisti, ki kadijo, navadno veliko kadijo, poleg tega kadijo cigarete z visoko vsebnostjo nikotina. Po nekaterih dokazih ima paranoidna shizofrenija boljše možnosti kot druge vrste shizofrenije za samostojno življenje in poklicno delovanje.

## Epidemiologija
Shizofrenija prej ali slej prizadene 0,3–0,7 % ljudi, to pomeni 24 milijonov ljudi po svetu v letu 2011. Zgodi  se 1,4-krat pogosteje pri moških kot pri ženskah in se običajno pri moških tudi prej pojavi. Starost, pri kateri najpogosteje nastopi motnja, je 25 let pri moških in  27 let pri ženskah. Nastop v otroštvu je veliko redkejši  kot nastop v srednjih letih ali v starosti.
Kljub temu, da so ravni shizofrenije po svetu podobne, se njena pogostost razlikuje, tako po svetu kot znotraj držav in na lokalni in sosedski ravni. V svetovnem merilu predstavlja vzrok okrog enega odstotka izgubljenih »zdravih« let življenja zaradi posledic bolezni. Leta 2010 je zaradi shizofrenije umrlo 20.000 ljudi. Stopnja shizofrenije je odvisna od definicije − je trikrat večja ali pa trikrat manjša.
Leta 2000 je Svetovna zdravstvena organizacija ugotovila, da sta razširjenost in pojavnost shizofrenije v grobem podobni po vsem svetu. Starostno standardizirana pojavnost na 100.000 ljudi je od 343 v Afriki do 544 na Japonskem in v Oceaniji za moške in od 378 v Afriki do 527 v Jugovzhodni Evropi za ženske.
V Sloveniji je s shizofrenijo diagnosticiranih približno 20.000 ljudi, na leto na novo odkrijejo približno 400 primerov.

## Zgodovina
Na začetku 20. stoletja je psihiater Kurt Schneider naštel oblike psihotičnih simptomov, ki so po njegovem mnenju razlikovale shizofrenijo od drugih psihotičnih motenj. Imenujejo jih »prvorazredni simptomi« ali »prvorazredni simptomi po Schneiderju«. Med njimi so blodnje, da prizadeto osebo nadzorujejo zunanje sile; prepričanje, da nekdo ali nekaj vstavlja in odstranjuje misli iz uma; prepričanje, da prihaja do prenosa misli na druge ljudi; in halucinantni glasovi, ki komentirajo misli ali dejanja prizadetega ali pa se pogovarjajo z drugimi halucinantnimi glasovi. Čeprav so bistveno prispevali k trenutnim diagnostičnim merilom, so specifičnost prvorazrednih simptomov postavili pod vprašaj. Pregled diagnostičnih študij, opravljenih med letoma 1970 in 2005, je pokazal, da Schneiderjevih trditev ne morejo ne potrditi in ne zavreči. Zaključili so, da je prvorazrednim simptomom v prihodnjih revizijah diagnostičnih sistemov treba posvetiti manj pozornosti.
Zgodovina shizofrenije je zapletena in je ni mogoče povedati premočrtno. Čeprav se je pogosto poročalo o iracionalnem, nerazumljivem ali nenadzorovanem vedenju, zgodovinski zapisi pred 19. stoletjem ne povedo veliko o sindromih, ki spominjajo na shizofrenijo. Podrobno poročilo o primeru iz leta 1797 o Jamesu Tillyju Matthewsu in Pinelovi zapiski, ki jih je objavil leta 1809, so pogosto citirani kot prvi primer motnje v medicinski in psihiatrični literaturi. Latiniziran izraz »dementia praecox« je prvi uporabil nemški alienist Heinrich Schule leta 1886, nato pa ga je 1891 uporabil Arnold Pick v poročilu o osebi s psihotično motnjo (hebefrenija). Leta 1893 si je Emil Kraepelin izposodil izraz od Schuleja in Picka in leta 1899 uvedel obsežno novo diferenciacijo v  klasifikaciji duševnih motenj med »dementia praecox« in razpoloženjsko motnjo (imenovano manična depresija, ki vključuje tako unipolarno kot bipolarno depresijo).  Kraepelin je verjel, da je »dementia praecox« verjetno posledica dolgoročnega, tlečega sistemskega ali »celotelesnega« bolezenskega procesa, ki je prizadel številne organe in periferne živce v telesu, ki pa je v zadnji odločilni kaskadi po puberteti vplival na možgane. Njegova uporaba pojma demenca se je razlikovala od drugih oblik demence, kot je recimo Alzheimerjeva bolezen, ki se običajno pojavijo kasneje v življenju. Nekateri trdijo, da pomeni uporaba izraza  »démence précoce«, kot ga je uporabil leta 1852 francoski zdravnik Benedikt Morel, medicinsko odkritje shizofrenije. Vendar ta mnenja ne upoštevajo dejstva, da je le malo stičnih točk med Morelovo opisno uporabo izraza in samostojnim razvojem pojmovanja bolezni »dementia praecox« ob koncu 19. stoletja.
Besedo »shizofrenija« (grob prevod je »razcepljenost razuma«, izvira iz starogrških besed, »schizein« (starogrško σχίζειν): »cepiti«) in »phrēn«, »phren-« (starogrško φρήν, starogrško φρεν-): »razum«)  je skoval Eugen Bleuler leta 1908, da bi opisal ločitev funkcije med osebnostjo, mišljenjem, spominom in razumom. Kot Američani in Angleži interpretirajo Bleulerja, je vodilne simptome opisal s štirimi A-ji:  afekt, avtizem, okrnjeno asociiranje idej in ambivalenca. Bleuler je spoznal, da pri bolezni ne gre za demenco, saj se stanje nekaterih njegovih pacientov ni le slabšalo, temveč se je tudi izboljševalo. Zato je predlagal nov izraz − shizofrenija. Sredi 50. let 20. stoletja je prišlo zaradi razvoja in začetka uporabe klorpromazina do revolucije v zdravljenju.
V začetku sedemdesetih let so bila diagnostična merila za shizofrenijo vzrok številnim kontroverznim razpravam, ki so vodile do danes veljavnih delovnih meril. Po raziskavi diagnoz v ZDA in Veliki Britaniji leta 1971 je postalo jasno, da se shizofrenijo v ZDA diagnosticira veliko pogosteje kot v Evropi. Delno je bil vzrok v popustljivejših diagnostičnih kriterijih v ZDA, kjer so uporabljali priročnik DSM-II, v nasprotju z Evropo in njenim MKB-9. Rosenhanova študija iz leta 1972, objavljena v reviji Science, je zaključila, da se v ZDA shizofrenijo dostikrat diagnosticira na subjektiven in nezanesljiv način. To so nekateri vzroki, da so poleg diagnosticiranja shizofrenije preoblikovali celotni priročnik DSM-II, kar je vodilo do 3. izdaje v letu 1980. Pojem shizofrenija se pogosto razume napačno − kot da pomeni »razklano osebnost«. Čeprav lahko osebe, ki so zbolele za shizofrenijo, slišijo glasove in te glasove pojmujejo kot različne osebe, pri shizofreniji ne gre za osebo, katere osebnost sestavlja več različnih oseb. Za zmedo je delno kriva dobesedna razlaga Bleulerjevega pojma shizofrenija (Bleuler je prvotno shizofrenijo povezoval z disociacijo in je razklano osebnost vključil v svojo kategorijo shizofrenije). Disociativno motnjo identitete − »razcepljeno osebnost« − so na podlagi ohlapnih meril v DSM-II tudi pogosto napačno diagnosticirali kot shizofrenijo. Prva znana zloraba pojma v pomenu »razcepljena osebnost« je bil članek pesnika Eliota leta 1933. Drugi so izsledili še starejše korenine.

## Družba in kultura
Leta 2002 so na Japonskem izraz shizofrenija iz Seishin-Bunretsu-Byō 精神分裂病 (bolezen razklanega razuma) spremenili v Tōgō-shitchō-shō 統合失調症 (integrativna motnja), da bi zmanjšali stigmo. Novo ime je navdihnil biopsihosocialni model; po treh letih se je odstotek oseb, ki so vedele za diagnozo, povečal s 37 %  na 70 %.
V ZDA so stroške shizofrenije − vključno z neposrednimi stroški (ambulantna in bolnišnična oskrba, zdravila in dolgotrajna oskrba) in stroški nezdravstvene oskrbe (vzdrževanje pravnega reda, zmanjšana produktivnost na delovnem mestu, brezposelnost) − v letu 2002 ocenili na 62,7 milijard dolarjev. Film in knjiga Čudoviti um govorita o življenju matematika Johna Nasha, ki je leta 1994 dobil Nobelovo nagrado za ekonomijo in je imel shizofrenijo.

### Nasilnost
Posamezniki s hudo duševno motnjo, kot je shizofrenija, so izpostavljeni večjemu tveganju, da postanejo žrtve nasilnih in nenasilnih kaznivih dejanj. Shizofrenija je povezana z zvišano stopnjo nasilnih dejanj, čeprav predvsem zaradi višje ravni uživanja drog. Število umorov, povezanih s psihozo, je podobno številom zaradi zlorabe snovi, in se giblje vzporedno s splošno stopnjo na območju. Kako sta povezana shizofrenija in nasilje, neodvisno od zlorabe drog, je sporno vprašanje, vendar so lahko pomembni nekateri vidiki osebne zgodovine ali duševnih stanj.
Medijska pokritost, ko gre za nasilna dejanja oseb s shizofrenijo, krepi javno mnenje o povezavi med shizofrenijo in nasiljem. V reprezentativnem vzorcu raziskave iz leta 1999 je 12,8 % Američanov menilo, da so osebe s shizofrenijo »zelo verjetno« nasilne do drugih, 48,1 % pa jih je odgovorilo s »skoraj verjetno«. Več kot 74 % jih je menilo, da so osebe s shizofrenijo ali »ne posebno sposobne« ali »sploh nesposobne«, da odločajo o svojem zdravljenju. 70,2 % jih je mislilo enako glede razpolaganja z denarjem. Po eni od metaanaliz se je od 50. let 20. stoletja razširjenost mnenja, da so osebe s psihozo nasilne, več kot podvojila.

## Smeri raziskav
Raziskave zdravljenja shizofrenije so pokazale relativno učinkovitost minociklina. Raziskujejo tudi nidoterapijo (prizadevanje za spremembo okolja), ki bi naj izboljšala njihovo funkcionalno sposobnost, vendar njena učinkovitost še ni dokazana.